# Campeonato Cearense 2020
In 2020 werd het 106de Campeonato Cearense gespeeld voor voetbalclubs uit Braziliaanse staat Ceará. De competitie werd georganiseerd door de FCF en werd gespeeld van 5 januari tot 21 oktober. De competitie werd na de speeldag van 15 maart stopgezet door de coronacrisis in Brazilië en hervat van 13 tot 19 juli. De finale werd pas op 30 september en 21 oktober gespeeld omdat intussen ook de nationale competitie terug van start gegaan was. Fortaleza werd kampioen.

## Eerste fase
Ceará en Fortaleza namen niet deel aan de eerste fase. 
| Plaats | Club              | Wed. | W | G | V | Saldo | Ptn. |
| ------ | ----------------- | ---- | - | - | - | ----- | ---- |
| 1.     | Guarany de Sobral | 7    | 4 | 3 | 0 | 9:3   | 15   |
| 2.     | Barbalha          | 7    | 4 | 2 | 1 | 11:3  | 14   |
| 3.     | Ferroviário       | 7    | 3 | 3 | 1 | 6:4   | 12   |
| 4.     | Atlético Cearense | 7    | 2 | 2 | 3 | 8:9   | 8    |
| 5.     | Caucaia           | 7    | 1 | 5 | 1 | 9:8   | 8    |
| 6.     | Pacajus           | 7    | 1 | 4 | 2 | 4:6   | 7    |
| 7.     | Floresta          | 7    | 1 | 3 | 3 | 9:14  | 6    |
| 8.     | Horizonte         | 7    | 0 | 2 | 5 | 3:12  | 2    |

|  | Gekwalificeerd voor tweede fase en voor de Copa do Brasil 2021 |
|  | Gekwalificeerd voor tweede fase                                |
|  | Uitgeschakeld voor tweede fase en degradatie                   |

## Tweede fase
| Plaats | Club              | Wed. | W | G | V | Saldo | Ptn. |
| ------ | ----------------- | ---- | - | - | - | ----- | ---- |
| 1.     | Fortaleza         | 7    | 6 | 0 | 1 | 20:4  | 18   |
| 2.     | Ceará             | 7    | 4 | 2 | 1 | 10:3  | 14   |
| 3.     | Ferroviário       | 7    | 4 | 2 | 1 | 7:5   | 14   |
| 4.     | Guarany de Sobral | 7    | 4 | 1 | 2 | 7:7   | 13   |
| 5.     | Atlético Cearense | 7    | 3 | 1 | 3 | 13:12 | 10   |
| 6.     | Caucaia           | 7    | 1 | 1 | 5 | 4:10  | 4    |
| 7.     | Pacajus           | 7    | 1 | 1 | 5 | 7:14  | 4    |
| 8.     | Barbalha          | 7    | 1 | 0 | 6 | 6:19  | 3    |

|  | Gekwalificeerd voor derde fase |

## Derde fase
In geval van gelijkspel worden er strafschoppen genomen, tussen haakjes weergegeven.
|  | halve finale      | halve finale | halve finale | halve finale |  |           | finale | finale | finale | finale |
|  |                   |              |              |              |  |           |        |        |        |        |
|  |                   |              |              |              |  |           |        |        |        |        |
|  | Fortaleza         | 1            |              | 1            |  |           |        |        |        |        |
|  | Guarany de Sobral | 0            |              | 0            |  |           |        |        |        |        |
|  |                   |              |              |              |  | Fortaleza | 2      | 1      | 3      |        |
|  |                   |              |              |              |  | Ceará     | 1      | 0      | 1      |        |
|  | Ceará             | 1            |              | 1            |  |           |        |        |        |        |
|  | Ferroviário       | 0            |              | 0            |  |           |        |        |        |        |

Details finale
Heen
|                    |                    |       |                            |                                                                              |
| 30 september 21:30 | Ceará              | 1 – 2 | Fortaleza                  | Castelão, Fortaleza Toeschouwers: 0 Scheidsrechter: Marcelo de Lima Henrique |
| 30 september 21:30 | Rafael Sóbis 45+5' |       | 35' Bruno Melo 90+1' Tinga | Castelão, Fortaleza Toeschouwers: 0 Scheidsrechter: Marcelo de Lima Henrique |

| Ceará | Fortaleza |

|                  |           |       |       |                                                                   |
| 21 oktober 21:30 | Fortaleza | 1 – 0 | Ceará | Castelão, Fortaleza Toeschouwers: 0 Scheidsrechter: Raphael Claus |
| 21 oktober 21:30 | Tinga 60' |       |       | Castelão, Fortaleza Toeschouwers: 0 Scheidsrechter: Raphael Claus |

| Fortaleza | Ceará |

## Totaalstand
| Plaats | Club              | Wed. | W | G | V | Saldo | Ptn. |
| ------ | ----------------- | ---- | - | - | - | ----- | ---- |
| 1.     | Fortaleza         | 10   | 9 | 0 | 1 | 24:5  | 27   |
| 2.     | Ceará             | 10   | 5 | 2 | 3 | 12:6  | 17   |
| 3.     | Ferroviário       | 8    | 4 | 2 | 2 | 7:6   | 14   |
| 4.     | Guarany de Sobral | 8    | 4 | 1 | 3 | 7:8   | 13   |
| 5.     | Atlético Cearense | 7    | 3 | 1 | 3 | 13:12 | 10   |
| 6.     | Caucaia           | 7    | 1 | 1 | 5 | 4:10  | 4    |
| 7.     | Pacajus           | 7    | 1 | 1 | 5 | 7:14  | 4    |
| 8.     | Barbalha          | 7    | 1 | 0 | 6 | 6:19  | 3    |
| 9.     | Floresta          | 7    | 1 | 3 | 3 | 9:14  | 6    |
| 10.    | Horizonte         | 7    | 0 | 2 | 5 | 3:12  | 2    |

|  | Kampioen, gekwalificeerd voor de Copa do Brasil 2021, Copa do Nordeste 2021 en Copa dos Campeões Cearenses 2021 |
|  | Vicekampioen |
|  | Geplaatst voor Copa do Brasil 2021 en Série D 2021                                                              |
|  | Geplaatst voor Série D 2021                                                                                     |
|  | Degradatie |

### Kampioen
| Campeonato Cearense de 2020    |
| Ceará                          |
| ------------------------------ |
| FORTALEZA Kampioen (43° titel) |